# 萱間真美
萱間 真美（かやま まみ、1963年 - 山口県下関市出身）は、日本の看護学者。国立看護大学校学校長。専門分野は精神看護学。研究テーマは、精神科地域ケア（訪問看護、アウトリーチ）のプロセスとアウトカム、質的研究方法論を用いた研究論文の査読プロセス。厚生労働省医道審議会委員、保健師助産師看護師分科会長。第39回日本看護科学学会学術集会2019年度学術論文優秀賞受賞。2024年第19回ヘルシー・ソサエティ賞受賞。

## 略歴
- 1982年山口県立下関南高等学校卒業
- 1986年聖路加看護大学看護学部卒業
- 1991年聖路加国際大学大学院看護学研究科修士課程修了
- 1998年東京大学大学院医学系研究科健康科学・看護学博士課程修了　博士（保健学）
- 東京大学医学系研究科講師、助教授
- 2004年 聖路加国際大学大学院教授
- 2022年 国立看護大学校学校長に就任

## 著書
- 『リカバリー・退院支援・地域連携のためのストレングスモデルの実践活用術』医学書院、2016年
- 『質的研究のピットフォール 陥らないために 抜け出るために』医学書院 2013年
- 『服薬支援とケアプランに活かす非定型抗精神病薬Q&A』医学書院 2012年